# 库尔塞勒欧布瓦
库尔塞勒欧布瓦（法語：Courcelles-au-Bois，法語發音：[kuʁsɛl o bwa]）是法国上法蘭西大區索姆省的一个市镇，属于亚眠区。

## 地理
库尔塞勒欧布瓦（50°6'15"N, 2°35'2"E）面积2.02 平方千米，位于法国上法蘭西大區索姆省，该省份为法国北部沿海省份，北起加来海峡省和北部省，西接滨海塞纳省和大西洋英吉利海峡，南至瓦兹省，东临埃纳省。
与库尔塞勒欧布瓦接壤的市镇（或旧市镇、城区）包括：萨伊欧布瓦、贝特朗库尔、科兰康、马伊马耶。

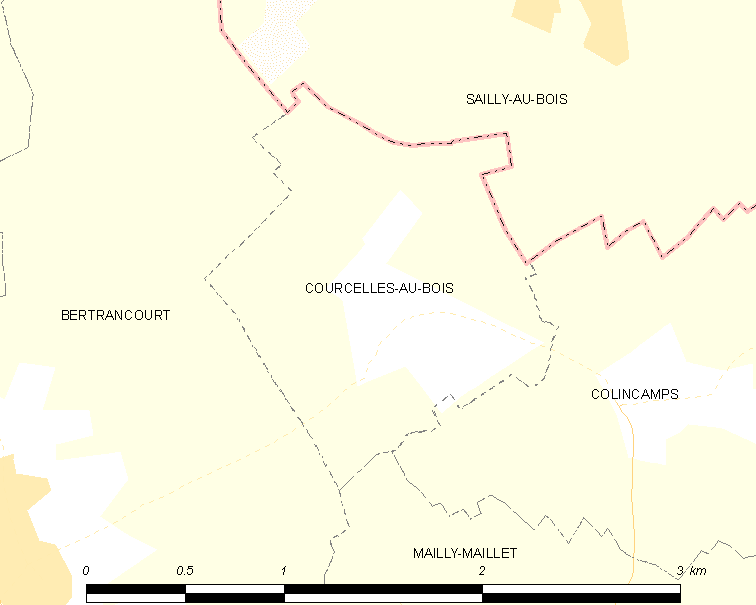
库尔塞勒欧布瓦的OSM定位图

库尔塞勒欧布瓦的时区为UTC+01:00、UTC+02:00（夏令时）。

## 行政
库尔塞勒欧布瓦的邮政编码为80560，INSEE市镇编码为80217。

## 政治
库尔塞勒欧布瓦所属的省级选区为阿尔贝县。

## 人口

1962-2008年间库尔塞勒欧布瓦人口变化图示

库尔塞勒欧布瓦于2022年1月1日时的人口数量为70人。